# Kiseki no Kaori Dance.
Singles de Aya Matsuura
The Last Night
(2003) Hyacinth
(2004)
Kiseki no Kaori Dance. (奇跡の香りダンス。) est le 12e single de Aya Matsuura, sorti le 28 janvier 2004 au Japon sous le label Zetima, dans le cadre du Hello! Project.

## Présentation
Le single est écrit et produit par Tsunku. Il atteint la 3e place du classement de l'Oricon, et reste classé pendant 7 semaines, pour un total de 80 322 exemplaires vendus. Il sort également dans une édition limitée, et en format "Single V" (DVD).
Comme Nee? l'année précédente, la chanson-titre a été utilisée comme thème musical pour une campagne publicitaire pour la marque de shampoing Tessera de Shiseido. Elle figurera uniquement sur la compilation Aya Matsuura Best 1 de 2005.
La chanson en "face B" est une reprise du titre Uchū de La Ta Ta de l'ex groupe du Hello! Project Taiyo to Ciscomoon, sorti en single en 1999. Il est repris ici en duo avec l'une de ses ex-membres, Atsuko Inaba, la seule du groupe à être restée au H!P.

## Liste des titres
Toutes les chansons sont écrites et composées par Tsunku ; arrangements : Hideyuki "Daichi" Suzuki (n°1), Shin Kohno (n°2).
| 1. | Kiseki no Kaori Dance. (奇跡の香りダンス。)                                               | 4:25 |
| 2. | Uchū de La Ta Ta (Matsūra Aya with Inaba Atsuko) (宇宙で LaTaTa) (松浦亜弥 with 稲葉貴子) | 4:28 |
| 3. | Kiseki no Kaori Dance. (Instrumental) (奇跡の香りダンス。...)                             | 4:25 |

| 1. | Kiseki no Kaori Dance. (奇跡の香りダンス。)                       |  |
| 2. | Kiseki no Kaori Dance. (Close-up Version) (奇跡の香りダンス。...) |  |
| 3. | Making Eizo (メイキング映像)                                      |  |

## Interprétations à la télévision
- Omoide no Kyoku Subete Misemasu (2004.01.01)
- AX MUSIC-TV (2004.01.29)
- MUSIC STATION (2004.01.30)
- CDTV (2004.01.31)
- Utaban (2004.02.05)
- POP JAM (2004.02.14)
- CDTV (Special Live 2004-2005) (2004.12.31)